# Região do Vale Pembina
O Vale Pembina é a região centro-sul da província de Manitoba, no Canadá. É nomeado por sua principal característica geográfica, o Vale Pembina, que atravessa a parte sudoeste da região. A região tinha uma população de 52 126 habitantes no censo de 2001. Os maiores centros urbanos e comerciais da região são as cidade de Winkler e Morden. O vale Pembina engloba duas divisões do censo de Manitoba, as divisões de N.º 3 e N.º 4 que juntas possuem uma área de 9 790 quilômetros quadrados e uma população de 60,656 habitantes (censo de 2011). A maior fonte econômica da região é a agricultura.

## Ligações Externas
- Manitoba Regional Profiles: Pembina Valley Region
- Pembina Valley Development Corporation
- Pembina Valley Tourism